# Curaçaose slavenopstand van 1716
De Curaçaose slavenopstand van 1716 was een kleinschalige slavenopstand op het eiland Curaçao die op 15 september 1716 plaatsvond. Het ging over een groep van tachtig totslaafgemaakten. De opstand van 1716 werd geleid door eerste generatie totslaafgemaakten, velen van hen waren vrij recent aangekomen op het eiland.

## Achtergrond
Voor 1716 arriveerden er binnen twee jaar tijd 3.100 totslaafgemaakten op Curaçao die bedoeld waren om doorverhandeld te worden naar de Spaanse koloniën. Er was echter sprake van een stagnerende vraag, waardoor deze totslaafgemaakten voor langere tijd op de plantages van de WIC moesten worden gehuisvest. De gouverneur van Curaçao, Jan van Beuningen, verdeelde hen over de compagnieplantages van Hato, Piscadera, Rif Sint Marie en Rooy Canarie.
Een duidelijke aanleiding voor het uitbreken van de slavenopstand van 1716 ontbreekt. Er zijn wel een aantal factoren te noemen die waarschijnlijk hebben bijgedragen aan uitbreken van de opstand. Zo worden genoemd: de laakbare gedragingen van de witte minderheid op het eiland, onvoldoende voedsel en verminderd voedsel voor de in waarde gedaalde totslaafgemaakten.
Een voorloper van de slavenopstand van 1716 betrof een brand op Hato. De gouverneur van Curaçao zou hier pas een jaar later een melding van maken. Het betrof een verblijf van totslaafgemaakten waar de "negotieslaven" in verbleven.

## Opstand
Op 15 september 1716 vermoordde een groep totslaafgemaakten van de plantage Sint-Maria de factoor Christiaan Muller. De vrouw van de factoor zag een groep bebloede totslaafgemaakten het huisje van Maria, een totslaafgemaakte vrouw binnengaan. Vervolgens overviel een groep van een tiental totslaafgemaakten de woning van de factoor met getrokken messen. De vrouw van de factoor en diens kinderen wisten te ontkomen. De opstandelingen overvielen een lid van de ruiterij van de WIC buiten de plantage en vermoordden hem en zijn vrouw. Hierbij werd ook een vuurwapen buitgemaakt.
Het nieuws van de opstand wist Willemstad te bereiken, waarop er een klopjacht werd gestart. Binnen enkele dagen wisten ze de opstandige totslaafgemaakten in te rekenen en hierbij werd er een doodgeschoten.

## Nasleep
Onder de gevangen genomen totslaafgemaakten was ook Maria. Onder foltering bekende een van de andere gevangenen dat Maria "overal van had geweten". Iets dat door anderen, eveneens door marteling, werd bevestigd. Maria ontkende op haar beurt dat zij er iets mee te maken had. Toch meende de fiscaal voldoende informatie te hebben om tot vervolging over te kunnen gaan. Maria en negen mannen werden ter dood veroordeeld en levend verbrand.
Het bleef na deze opstand onrustig op Curaçao. In 1720 was de lokale overheid genoodzaakt een verbod uit te vaardigen om ‘met grote stokken en garotten langs de straeten te gaan, malkanderen te attacqueeren en te dansen... waardoor veele blanken tot moeylickheden coomen’. Het zou tot de volgende slavenopstand in 1750 onrustig blijven op het eiland.